# Бременська ратуша
53°4′34″ пн. ш. 8°48′29″ сх. д. / 53.07611° пн. ш. 8.80806° сх. д.
Бре́менська ра́туша (нім. Bremer Rathaus) — ратуша в німецькому місті Бремені, яскравий взірець готичної архітектури і заразом ренесансної (німецький так званий «везерський ренесанс»), один із символів міста; належить до об'єктів від Німеччини у Списку Світової спадщини ЮНЕСКО. 
У будівлі ратуші здійснює свою роботу Сенат, тут проходять його засідання, містяться кабінети президента Сенату та бургомістра вільного ганзейського міста Бремена.

## З історії будівлі
Близько 1400 року міська влада Бремена, який швидко розвивався, ухвалила рішення про будівництво нової ратуші. Двоповерхова готична споруда з великими залами — Нижнім і Верхнім була зведена у 1405—10 роки. У північній частині будівлі містились окремі покої. Разом з новою ратушею на Ринковій площі з'явилися статуї імператора та семи курфюрстів, а зі східного та західного боків будівлі — скульптури пророків та мудреців. Первинні зубчастий вінець башти та оборонна галерея дотепер, на жаль, не збереглися.
У 1600 році, якраз у період могутності Ганзейського союзу і відповідно розквіту вільних ганзейських міст, зокрема і Бремена, його міський сенат вирішив, що «дещо скромний» вигляд готичної ратуші не відповідає представницьким функціям будівлі, а головне силі та міці Бремена, й застановився перебудувати її. 
Відтак у 1608—12 роках за проектом бременського архітектора Людера фон Бентгайма було здійснено перебудову Бременської ратуші в стилі популярного на той час у багатих німецьких містах «везерського ренесансу» (центральну частину споруди навіть знесли й перебудували повністю). Таким чином, у будівлі з'явилися великий скляний еркер з довершенням у вигляді фламандського фронтону, вікна були значно збільшені, увесь фасад ратуші набув святкового й розкішного вигляду завдяки характерному для везерського ренесансу оздобленню барельєфами та скульптурами людей, янголів та казкових істот. Ці декоративні елементи були виконані за взірцями відомих майстрів нідерландського ренесансу і маньєризму Ганса Вредемана де Вріса, Гендріка Гольціуса та Якоба Флоріса.
З плином часу додатково до будівлі зводили різноманітні прибудови. Так, у 1909—13 роках до старовинного будинку прибудували Нову ратушу з мідяним дахом у стилі неоренесансу.
Завдяки відданості містян Бременська ратуша вціліла у бомбардуваннях Другої Світової війни, що завдали руйнувань понад 60 % міської забудови. 
У повоєнний час не раз проводились реставраційні роботи й рекострукція Бременської ратуші, зокрема востаннє цю історичну будівлю рекоструювали 2003 року.
У липні 2004 року в парі з іншим символом Бремена — Роландом ратушу було включено до списку Світової спадщини ЮНЕСКО.